# Калот Эллиотта
Калот Эллиотта (лат. Calotes ellioti) — вид ящериц из семейства агамовых, названный в честь шотландского натуралиста Вальтера Эллиота.

## Описание
Общая длина тела может достигать 30 см, из которых длина туловища может составлять 7-8 см, хвоста 21-22 см. В окрасе верхней части тела преобладает оливковый цвет с более или менее выраженными тёмно-коричневыми поперечными полосами. На каждой стороне шеи расположено по чёрному пятну, кроме этого, темные линии радиально расходятся от глаз ящерицы. В передней части плеча находится довольно большая косая складка. Горловой мешок не развит. Затылочный гребень состоит из нескольких небольших, тонких шипов. Спинной гребень, в свою очередь, являет собой всего лишь ряд мелких зазубрин. Хвост калота слегка приплюснутый сверху. Верхушка головы покрыта черепицеобразно-налегающей чешуёй, которая сильно увеличивается надглазничном районе. Горловая и брюшная чешуя имеет ярко выраженную килевидную форму, кроме этого, брюшная немного превосходит горловую в размерах.

## Распространение и среда обитания
Калот Эллиотта является эндемиком Южной Индии. Встречается преимущественно в Западных Гатах (до высоты 1100 м) на территории штатов Керала, Тамилнад и Карнатака. Площадь распространения представителей данного вида составляет более 45 000 км².

Хотя естественным ареалом являются влажные тропические леса, Калот Эллиотта также обитает в тропических сухих широколиственных и переменно-влажных лесах. Кроме этого, данный вид приспособился к жизни на чайных, кофейных и кардамоновых плантациях.

## Классификация
Вид включает в себя 2 подвида:
- Calotes ellioti ellioti (Günther, 1864);
- Calotes ellioti amarambalamensis (Murthy, 1978).